# Castelvecchio (Castelli)
Castelvecchio (in croato Kaštel Stari) è una frazione della città croata di Castelli.
Fu un comune della Provincia di Spalato, suddivisione amministrativa del Governatorato della Dalmazia, dipendente dal Regno d'Italia dal 1941 al 1943.